# VAL

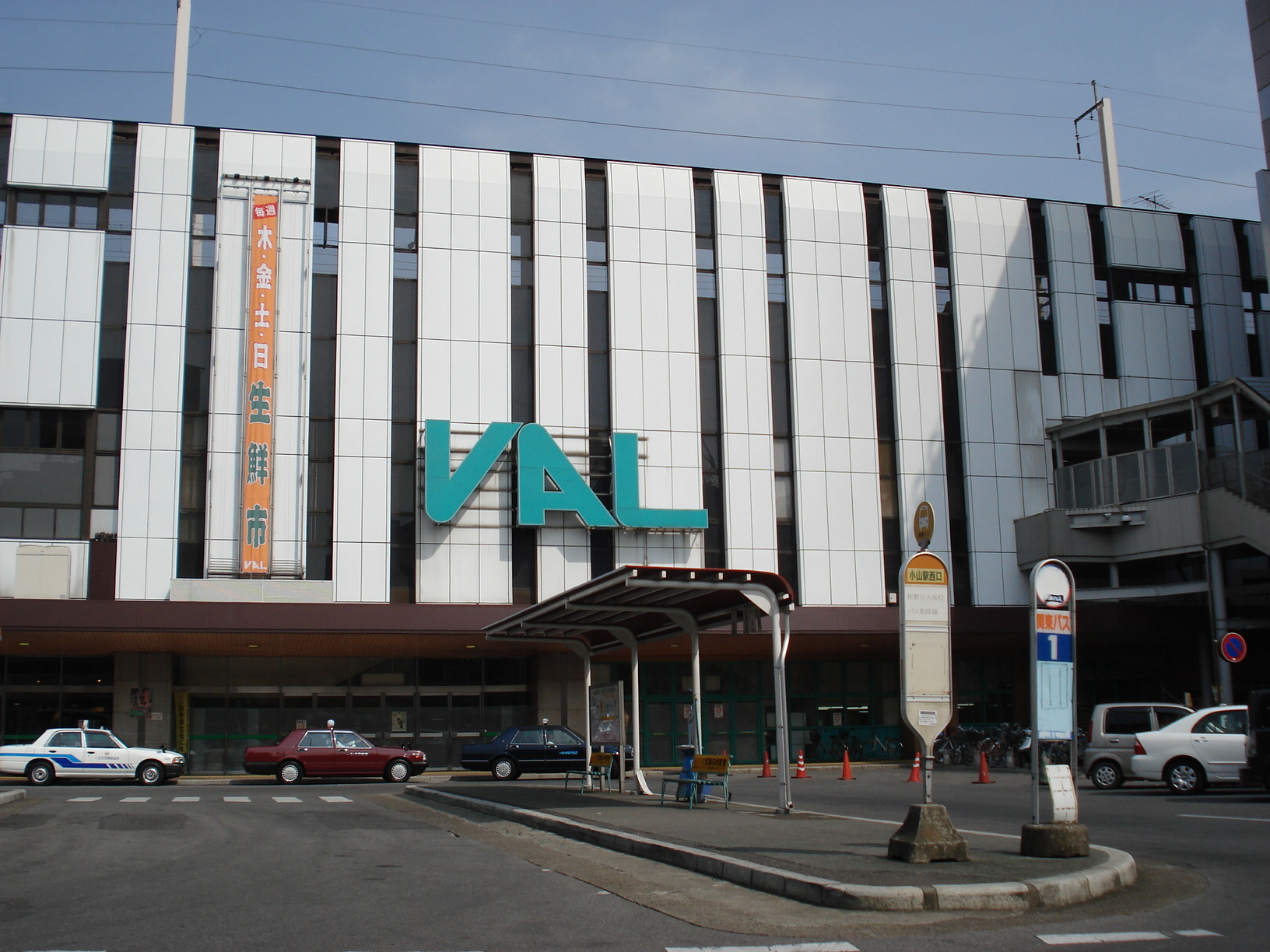
VAL小山 店舗外観

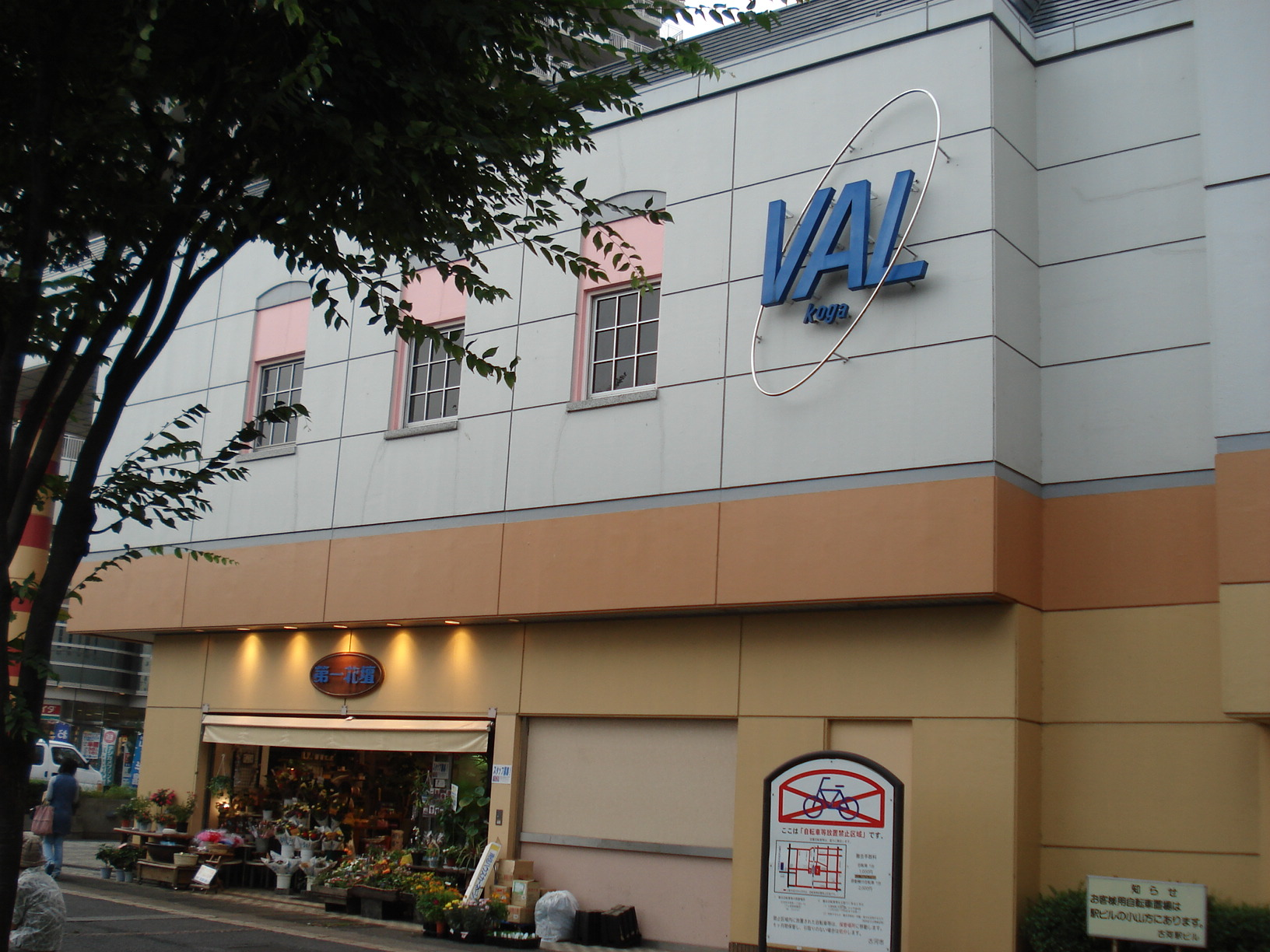
VAL古河 店舗外観（西口側）

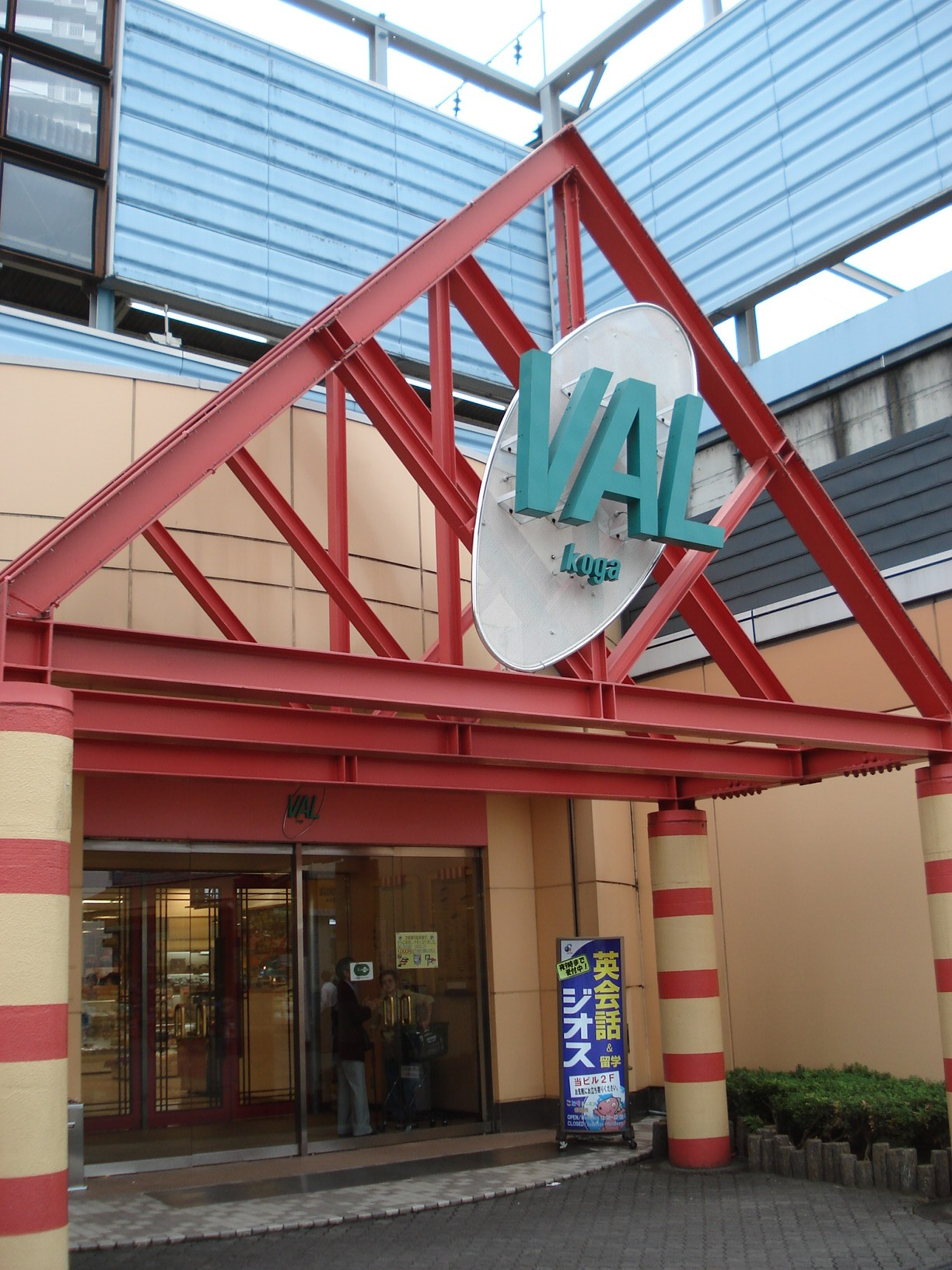
VAL古河 店舗外観（東口側）

VAL（バル）は、宇都宮ステーション開発株式会社が運営する駅ビルである。開業当時は小山ステーション開発株式会社（おやまステーションかいはつ）が経営していたが、2004年（平成16年）4月1日付で宇都宮ステーション開発へ吸収合併され解散した。
栃木県小山市の小山駅構内の「VAL小山（バルおやま）」、茨城県古河市の古河駅構内の「VAL古河（バルこが）」の2店舗がある。

## 店舗
「VAL小山」は、小山駅の東北新幹線高架下を利用した3階建ての店舗となっている。新駅舎完成後に開業し、当初の愛称は「ファッションランド・小山駅ビル」。2004年12月には隣接する小山駅西口再開発ビル「ロブレ」との連絡通路が完成した。
「VAL古河」の生鮮食料品売り場では、駅ナカ店舗としてSuica電子マネーでの支払いが可能である。

### VAL小山
- 栃木県小山市城山町3丁目3番22号（JR小山駅構内）[1][3]
- 1978年7月16日開業[2]

### VAL古河
- 茨城県古河市本町1丁目1番15号（JR古河駅構内）[1][4]
- 1987年3月28日開業[2][5]